# Dasizhan (köpinghuvudort i Kina, Heilongjiang Sheng, lat 45,86, long 130,43)
Dasizhan (kinesiska: 大四站, 大四站镇) är en köpinghuvudort i Kina. Den ligger i provinsen Heilongjiang, i den nordöstra delen av landet, omkring 290 kilometer öster om provinshuvudstaden Harbin. Antalet invånare är 25 952. Befolkningen består av 12 571 kvinnor och 13 381 män. Barn under 15 år utgör 14,0 %, vuxna 15-64 år 77 %, och äldre över 65 år 7,0 %.
Runt Dasizhan är det ganska tätbefolkat, med 72 invånare per kvadratkilometer. Närmaste större samhälle är Boli, 16,0 km sydost om Dasizhan. Trakten runt Dasizhan består till största delen av jordbruksmark.
Genomsnittlig årsnederbörd är 821 millimeter. Den regnigaste månaden är juli, med i genomsnitt 174 mm nederbörd, och den torraste är januari, med 6 mm nederbörd.